# Cocieri
Cocieri – miejscowość i gmina w Mołdawii, w rejonie Dubosary. W 2014 roku liczyła 3885 mieszkańców.

## Historia i położenie
Wieś położona jest w odległości czterech kilometrów od Dubosar (znajdujących się de facto pod zarządem nieuznawanego międzynarodowo Naddniestrza) i 54 km do Kiszyniowa.
Pierwsza wzmianka o Cocieri pochodzi z 1772 r.
Podczas wojny o Naddniestrze w Cocieri toczyły się działania zbrojne. W dniach 2-3 marca 1992 r. żołnierze 1 Brygady Sił Specjalnych mołdawskiego ministerstwa spraw wewnętrznych opanowali znajdującą się we wsi byłą radziecką jednostkę wojskową, należącą do radzieckiej 14 Armii, i zmusili stacjonujących w niej żołnierzy do wyjazdu. Z Cocieri Mołdawianie kilkakrotnie prowadzili natarcie w kierunku Dubosar, nie zdołali jednak przełamać oporu naddniestrzańskiej separatystycznej Dniestrzańskiej Gwardii Republikańskiej oraz wspierających ją ochotniczych sił paramilitarnych. Z zamiaru zdobycia Dubosar wycofali się na początku kwietnia 1992 r. Mieszkańcy Cocieri zostali zmobilizowani i brali udział w walkach po stronie mołdawskiej.
Po zakończeniu wojny miejscowość i gmina Cocieri, chociaż znajduje się na lewym brzegu Dniestru, pozostała w granicach Mołdawii. Władze Naddniestrza, nie mając nad nią kontroli, uważają ją jednak za część swojego terytorium.

## Demografia, infrastruktura
Cocieri zamieszkiwało w 2004 r. 4151 osób, z czego zdecydowana większość (92,19%) zadeklarowała narodowość mołdawską. Ponadto 4,31% mieszkańców wskazała narodowość rosyjską, 2,19% – ukraińską, a mniej niż 1% – gagauzką, bułgarską, żydowską lub inną.
W miejscowości znajduje się liceum noszące imię reżysera Vlada Ioviţy urodzonego w miejscowości.
W latach 90. XX w. we wsi zbudowano, a w 2014 r. wyświęcono cerkiew Cudu św. Michała Archanioła, usytuowaną na miejscu starszej świątyni.